# Terra Brasilis
Terra Brasilis — двойной студийный альбом бразильского музыканта Антониу Карлоса Жобина, выпущенный в 1980 году на лейбле Warner Bros. Records. Альбом содержит переработки старых песен и новый материал. Продюсером альбома стал Алойзиу ди Оливейра, аранжировщиком — Клаус Огерман.

## Отзывы критиков
| Оценки критиков                            | Оценки критиков |
| Источник                                   | Оценка          |
| ------------------------------------------ | --------------- |
| AllMusic                                   | [ 1 ]           |
| MusicHound Jazz: The Essential Album Guide | [ 2 ]           |
| The Rolling Stone Jazz Record Guide        | [ 3 ]           |
| The Rolling Stone Jazz & Blues Album Guide | [ 4 ]           |

В рецензии AllMusic Ричард С. Джинелл написал: «В некотором смысле для Антониу Карлоса Жобина это стратегическое отступление после классических отступлений 70-х — ретроспектива прошлых триумфов, включая некоторые из самых популярных стандартов, и Клаус Огерман снова под рукой. Но это продуманные переделки, некоторые тонкие, некоторые радикальные, начиная от одинокого фортепиано и заканчивая сложными, но чувствительными оркестровыми партиями Огермана, которые втискивают в пространство больше сложности, чем когда-либо, всего с несколькими властными бестактностями. Собственный вокал Жобина звучит всё более непринужденно по темпераменту, поскольку он подает его в непредсказуемой смеси португальского, английского и скэта. Здесь много незнакомого материала, часто выдержанного в задумчивой классической манере». В справочнике The Rolling Stone Jazz Record Guide поставили альбому лишь одну звезду, отметив, что весь альбом как одна большая сюита, а песни лишены каких либо отличий.

## Список композиций
Вся музыка написана Антониу Карлосом Жобином, авторы слов указаны ниже.
1. «Vivo Sonhando» (Джин Лис) — 3:00
2. «Canta Mais (Sing Once More)» (Винисиус ди Морайс) — 4:32
3. «Olha Maria (Amparo)» — 4:04
4. «One Note Samba» (Джон Хендрикс, Ньютон Мендонса) — 2:17
5. «Dindi» (Алойзиу ди Оливейра, Рэй Гилберт) — 4:13
6. «Quiet Nights of Quiet Stars (Corcovado)» (Джин Лис) — 3:26
7. «Marina» — 2:41
8. «Desafinado» (Off Key)" (Джин Лис, Ньютон Мендонса) — 3:24
9. «Você Vai Ver» («You’ll See») — 2:55
10. «Estrada Do Sol» (Долорес Дюран) — 2:04
11. «The Girl from Ipanema» (Винисиус ди Морайс, Норман Гимбел) — 4:47
12. «Double Rainbow» — 4:04
13. «Triste» — 3:03
14. «Wave» — 3:39
15. «Someone to Light Up My Life» (Винисиус ди Морайс, Джин Лис) — 3:03
16. «Falando de Amor» («Speaking of Love») — 3:39
17. «Two Kites» — 4:36
18. «Modinha» (Винисиус ди Морайс) — 3:37
19. «The Song of the Sabiá (Sabiá)» (Шику Буарки, Норман Гимбел) — 4:04
20. «This Happy Madness (Estrada Branca)» (Винисиус ди Морайс, Джин Лис) — 2:49

## Участники записи
- Аранжировка, дирижер — Клаус Огерман
- Бас-гитара — Боб Крэншоу, Майк Мур (7, 12, 16, 17)
- Вокал, клавишные — Антонио Карлос Жобим
- Вокал — Ана Жобин (9)
- Гитара — Оскар Кастро-Невес, Винни Белл, Баки Пиццарелли (12)
- Перкуссия — Рубенс Бассини
- Ударные — Паскуаль Де Соуза Мейреллес, Грейди Тейт (12)
- Дизайн — Mental Block
- Звукорежиссёр — Боб Симпсон
- Продюсер — Алойзиу ди Оливейра

## Чарты
| Чарт (1980)                            | Высшая позиция |
| -------------------------------------- | -------------- |
| США (Billboard Best Selling Jazz LP’s) | 42             |